# Yitzchok Hutner
Yitzchok Hutner (né en 1906 à Varsovie, Pologne, et mort le 28 novembre 1980 à Jérusalem, Israël) est un rabbin orthodoxe haredi americain d'origine polonaise et Rosh Yeshiva de la Yechiva H'ayim Berlin de Brooklyn, New York.

## Biographie
Yitzchok Hutner, est né en 1906 à Varsovie, Pologne.
Il vient d'une famille hassidique (hassidim de Ger) mais aussi lituanienne. 
Il est le fils de Chaim Yoel Hutner (né en 1880 et mort en 1942) et de Chana Chana Hutner (Rosenfeld).
Il porte le nom de son grand-père paternel, le rabbin Yitzchok Hutner de Varsovie.

### Études
Yitzchok Hutner fait ses études à la Yechiva de Slobodka, dans la banlieue de Kovno (Kaunas), sous la direction du rabbin Nosson Tzvi Finkel. Il est considéré comme l'élève prodigue de Varsovie Illui).

## Œuvres
- (he) Pachad Yitzchak (11 volumes)[6]